# Indumentaria en el Antiguo Shu

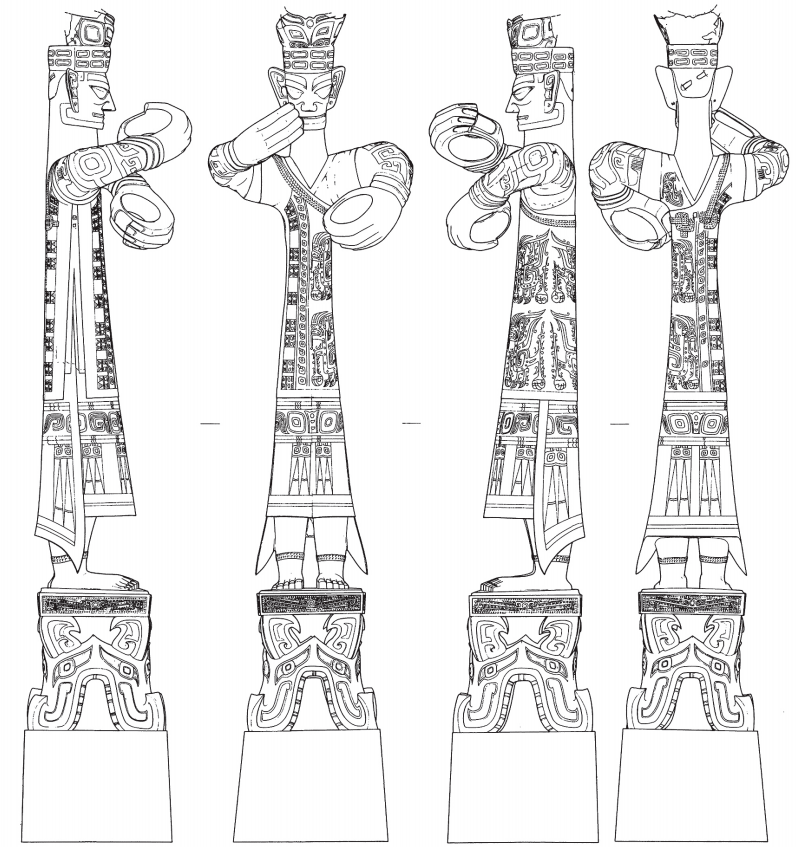
La gran figura de bronce de Sanxingdui, vestida con el «traje real». La figura ha sido interpretada como una representación de un sumo sacerdote por Kimberley S. Te Winkle, y un rey-sacerdote del Antiguo Shu por los arqueólogos chinos.

La información sobre la indumentaria en el Antiguo Reino de Shu (¿2600 a. C.? – 316 a. C.; actual llanura de Chengdu, Sichuan) depende en gran medida de los hallazgos de los yacimientos arqueológicos de Sanxingdui y Jinsha. El cierre de la solapa derecha sobre la izquierda (zuoren) del traje del Reino Shu fue considerado «muy raro» por Yang Xiong, un autor del siglo I a. C. del condado de Pi (Chengdu), en contraste con el cierre de la solapa izquierda sobre la derecha (youren) del traje chino.

## Resumen
La gran figura de bronce descubierta en Sanxingdui lleva un tocado en forma de corona y tres capas de túnicas de diseño elegante, que los arqueólogos chinos denominan el «traje real» del Reino Shu. La prenda exterior con mangas cortas está cubierta con diseños intrincados de pájaros y criaturas míticas. La prenda intermedia está mayormente oculta por ser la más corta de las tres, con su escote en forma de V visible. La prenda interior más larga con mangas largas ajustadas es parcialmente visible desde atrás, que tiene un dobladillo de cola de golondrina.
La ropa más común que usan esas figuras de bronce comprende una chaqueta ajustada o, un sayo ceñido, generalmente hasta la rodilla con un cinturón, y un par de pantalones ajustados. Las chaquetas son en su mayoría sobrias y sencillas, sin decoración; mientras que los sayos tienen patrones geométricos lineales, aunque mucho menos intrincados en comparación con el «traje real». Una excepción es la chaqueta que lleva una figura de bronce con tocado en forma de animal, decorado con motivos, según Li Laiyu, que se asemejan a nubes y rayos.

## Galería

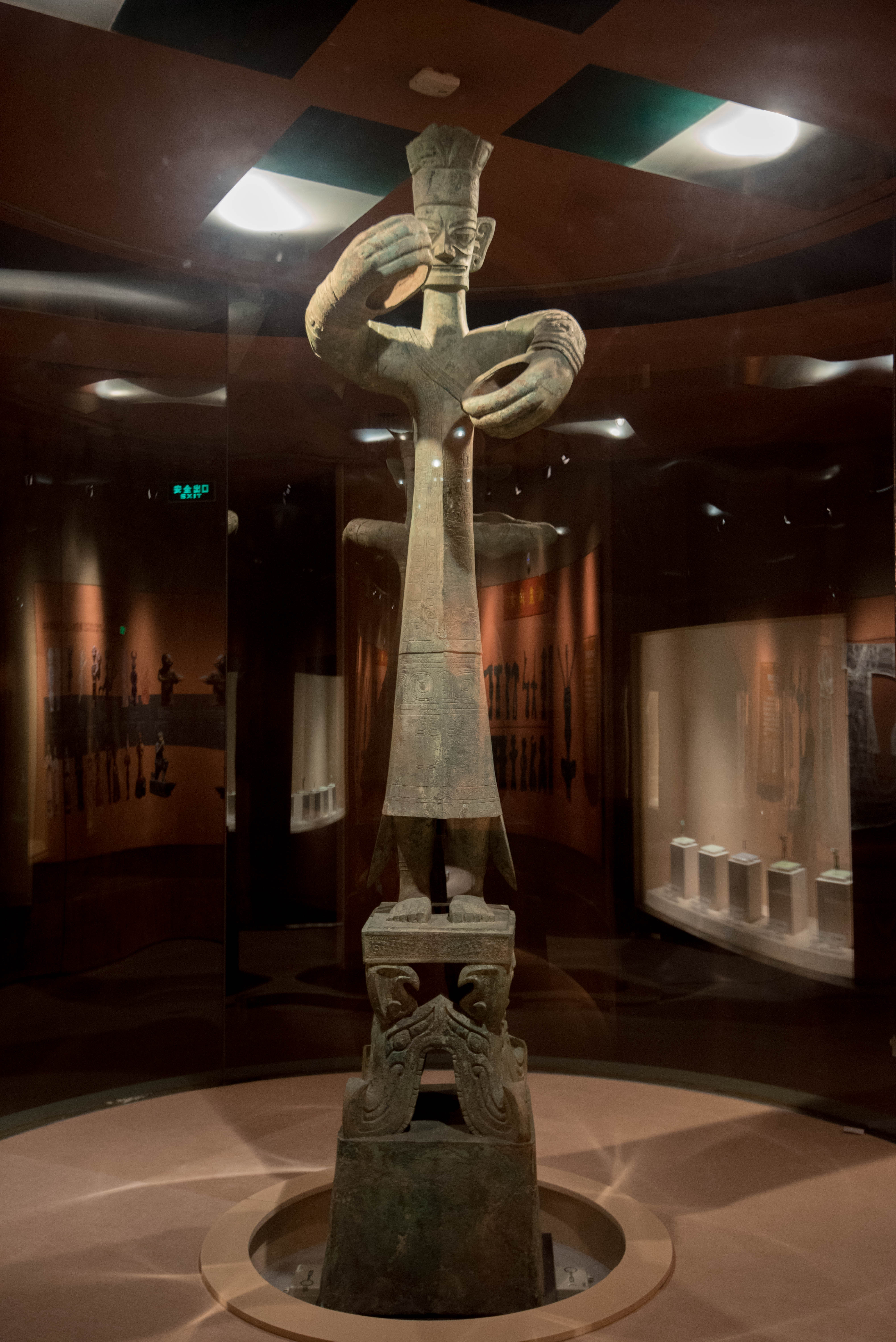
Gran figura de bronce de Sanxingdui
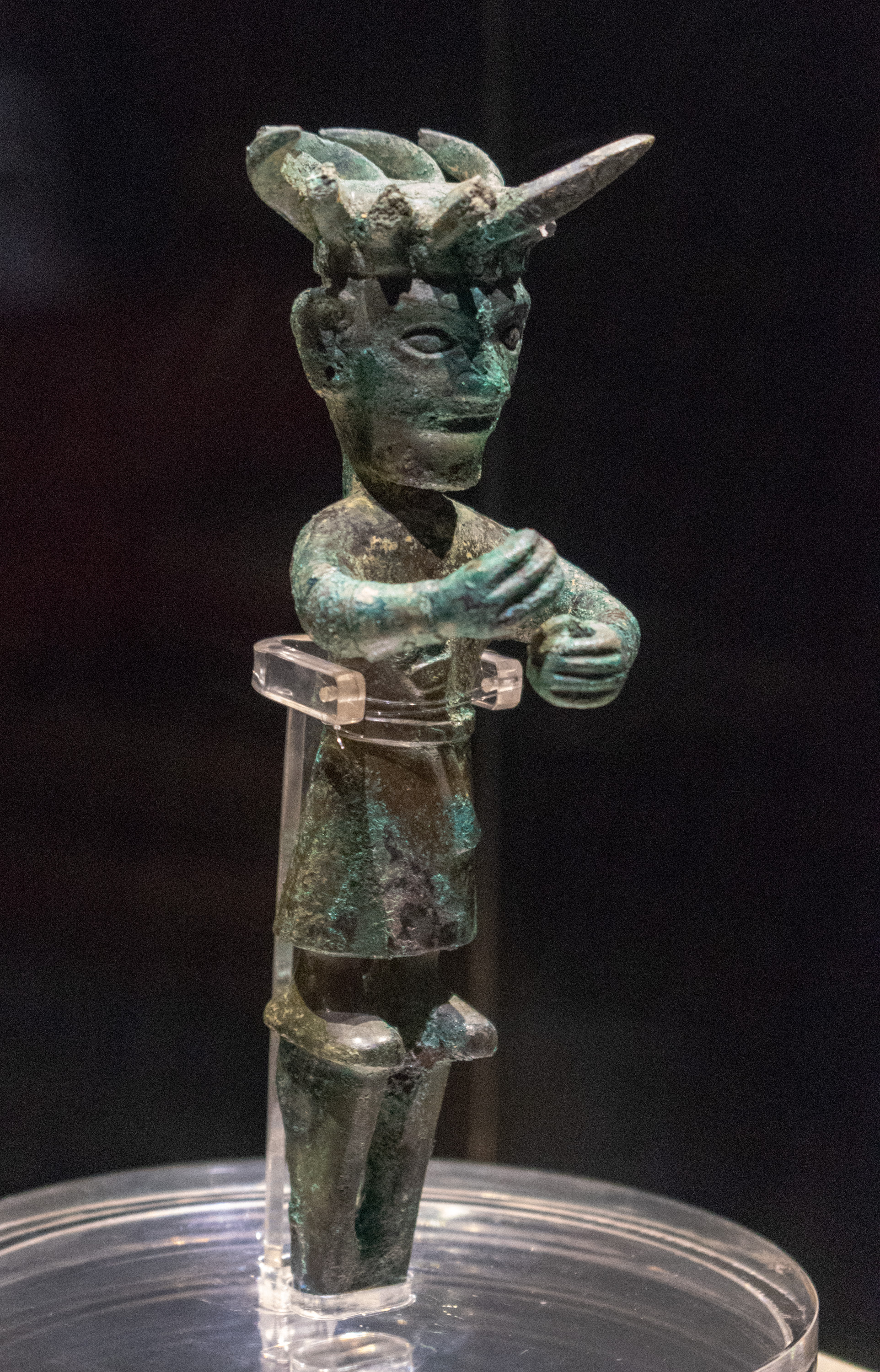
Figurilla de bronce de Jinsha
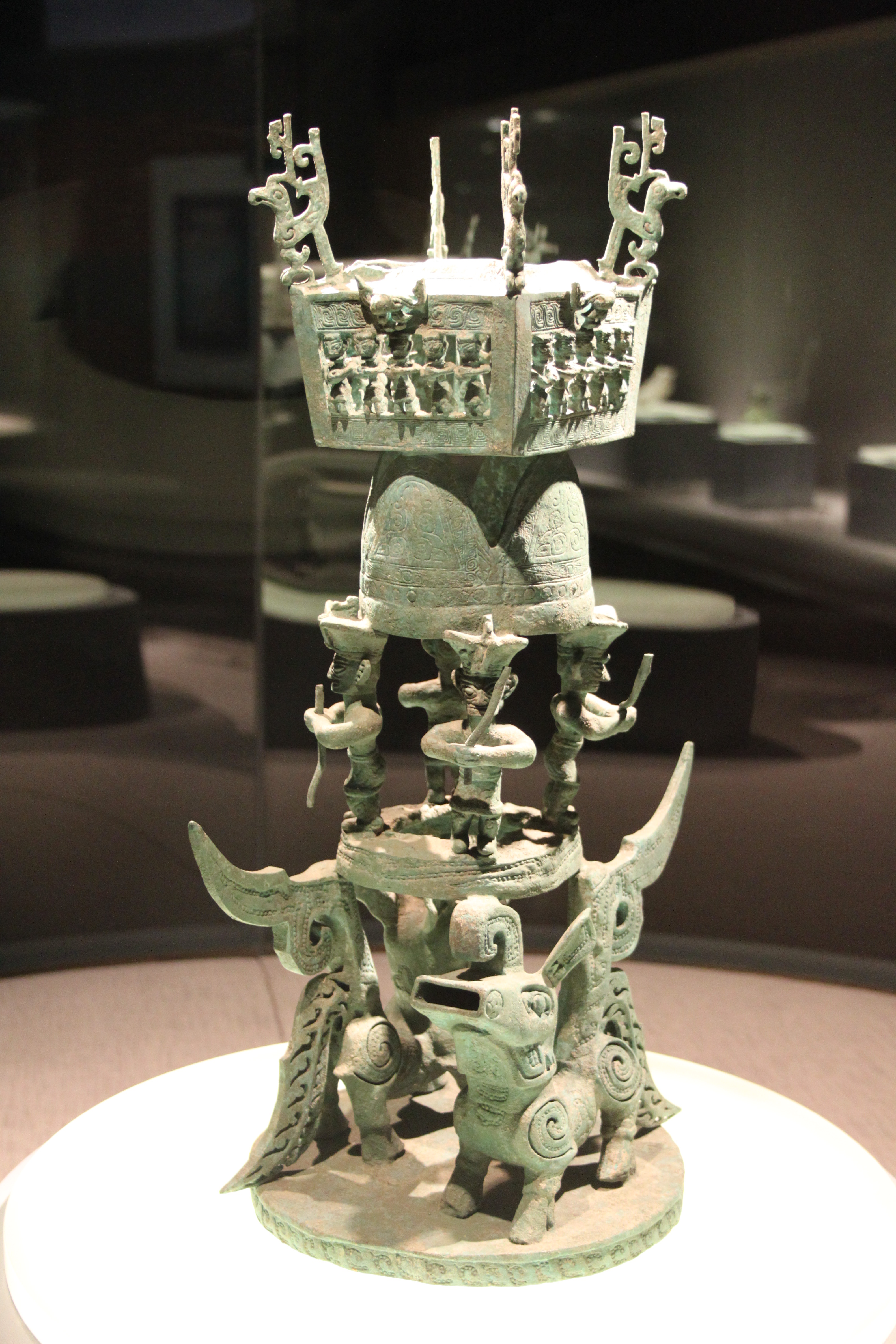
Altar de bronce con figuras masculinas que visten sayos con cinturón, Sanxingdui
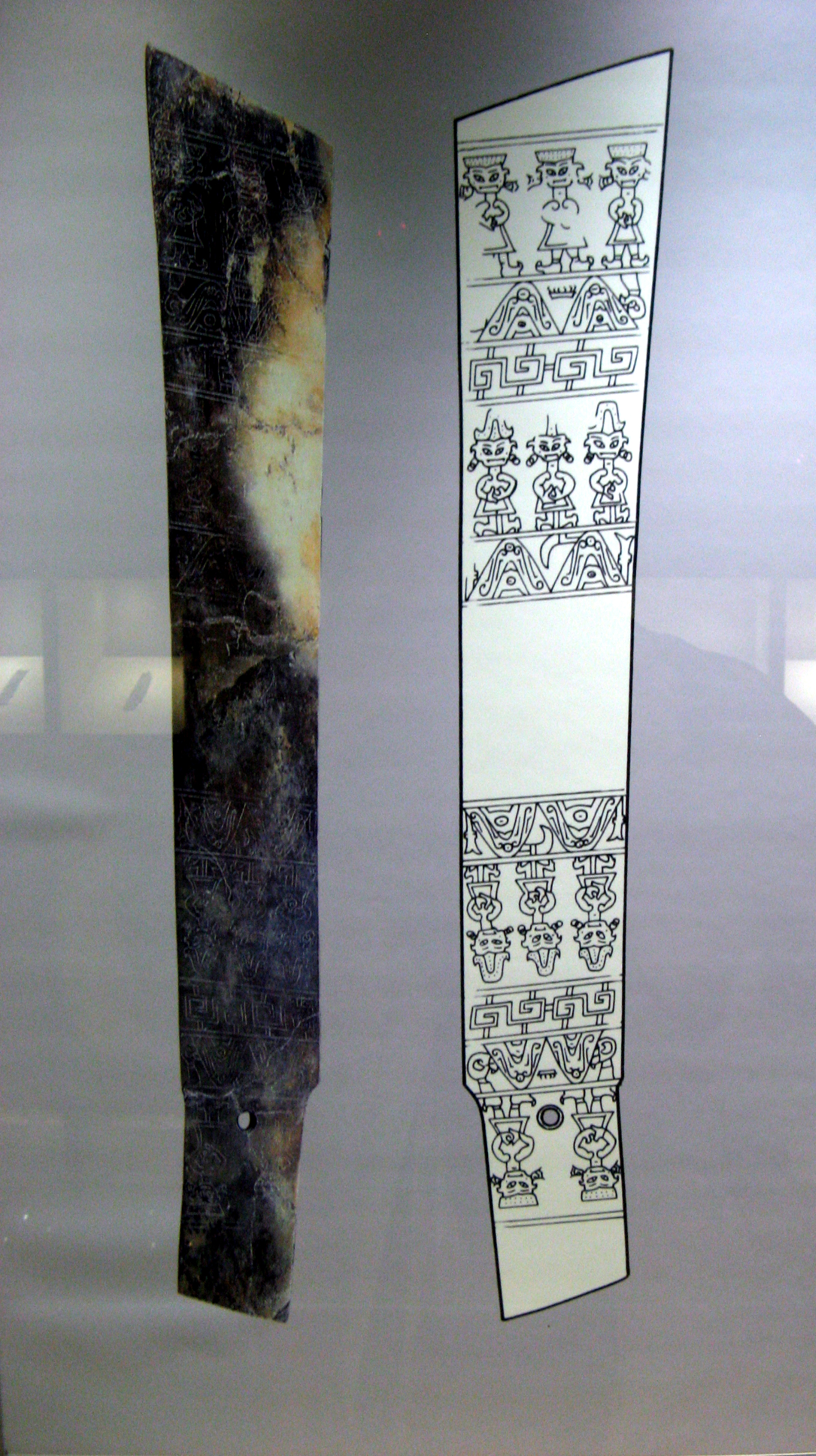
Figuras femeninas talladas en hoja de jade, Sanxingdui
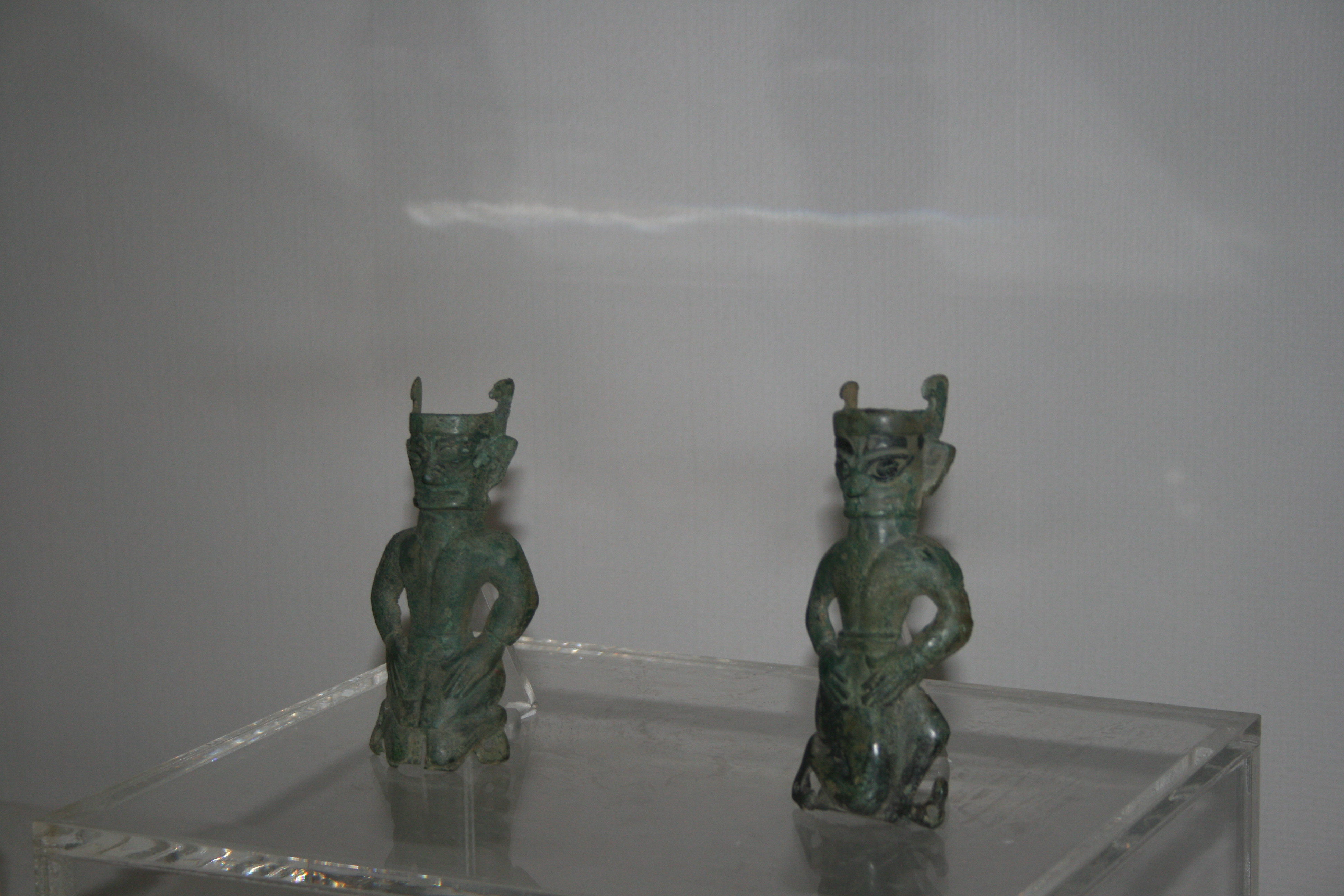
Figurillas de bronce con chaquetas sencillas y pantalones ajustados, Sanxingdui
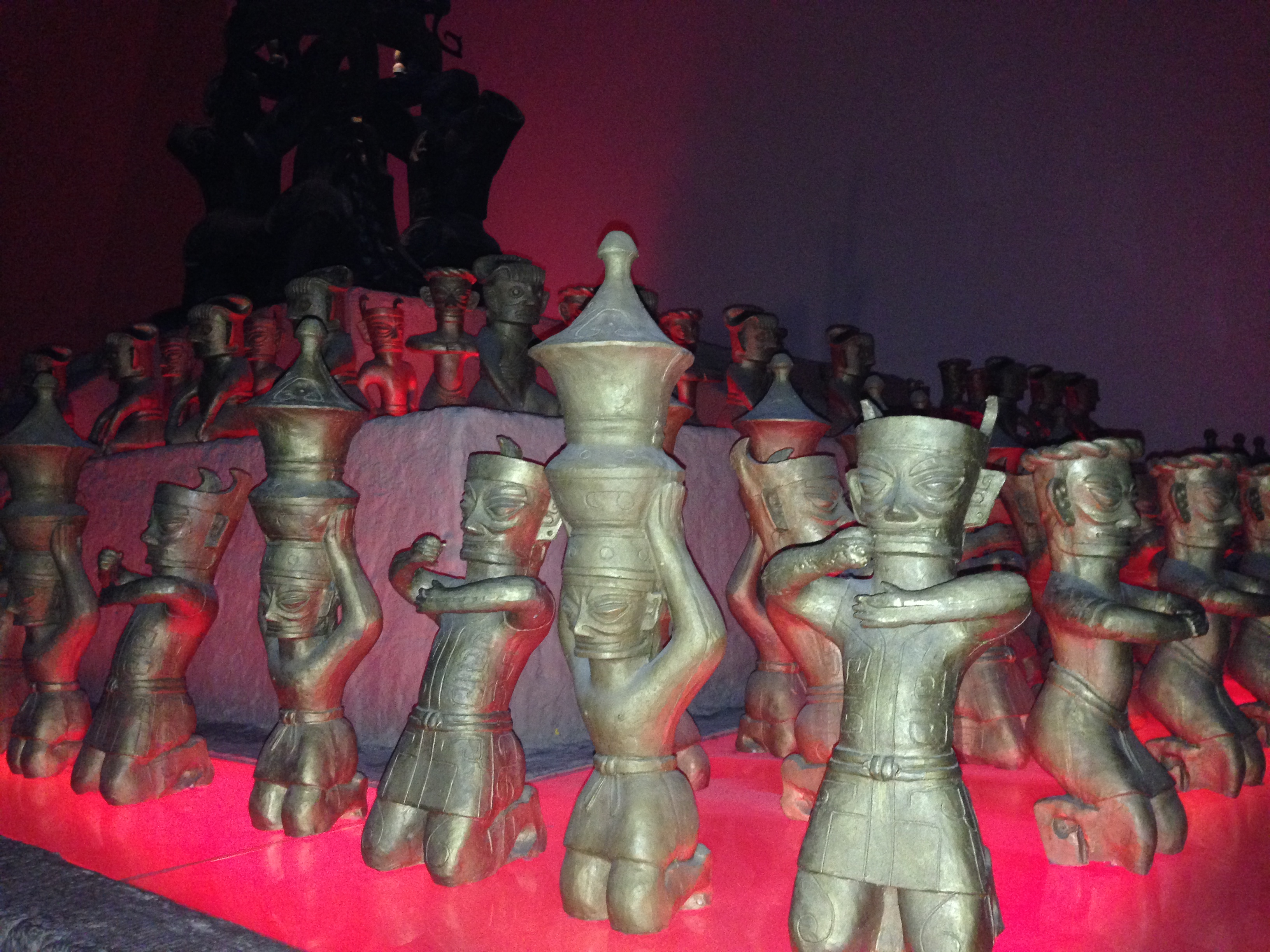
Figurillas de bronce con sayos ceñidos, Sanxingdui